# Новосёловка (Прилукский район)
Новосёловка (укр. Новоселівка) — село в Прилукском районе Черниговской области Украины. До 19 июля 2020 года входило в состав Талалаевского района.
Население — 225 человек. Занимает площадь 0,646 км².
Код КОАТУУ: 7425382503. Почтовый индекс: 17270. Телефонный код: +380 4634.